# 아미노글리코사이드

스트렙토마이신

아미노글리코사이드(aminoglycoside)는 아민이 변형된 글리코사이드(배당체)로 구성된 분자 또는 그 일부를 말한다. 단백질 합성을 억제하는 방식으로 작용하며, 대개 그람 음성균에 효과가 좋다. 아미노글리코사이드계 항생제는 호기성 그람 음성균, 일부 혐기성 간균에 효과를 보이지만, 그람 양성균과 호기성 그람 음성균에는 대부분 효과가 좋지 못하다.
여러 가지 아미노글리코사이드가 특정 형태의 세균에 효과적인 항생제로서 작용하며, 아미카신, 아르베카신, 젠타마이신, 카나마이신, 네오마이신, 네틸마이신, 파로모마이신, 스트렙토마이신, 토브라마이신 등이 이에 포함된다.

2-디옥시스트렙타민(2-deoxystrept-amine)의 2차원 구조식.

스트렙토마이신은 아미노글리코사이드 항생제 중 가장 먼저 개발되었다. 스트렙토미세스 그리세우스(Streptomyces griseus)라는 세균에서 추출되었으며, 결핵 치료를 위해 사용된 최초의 현대적인 약제이다. 스트렙토마이신은 2-디옥시스트렙타민 부분을 가지지 않는데, 카나마이신, 네오마이신, 젠타마이신, 네오마이신 등 여타 아미노글리코사이드 약제는 대부분 2-디옥시스트렙타민 부분을 가진다.

## 명명법
스트렙토미세스속에 속하는 세균에서 유래한 아미노글리코사이드의 이름에는 '-마이신'(-mycin)이라는 접미사가 붙는다. 반면 미크로모노스포라(Micromonospora)에 속하는 세균에서 추출된 아미노글리코사이드의 이름 끝에는 '-마이신'(-micin)이 들어간다.
그러나 이런 명명 규칙을 아미노글리코사이드에만 붙는 것은 아니므로, 항생제 이름에 '-마이신'이 붙었다고 해서 아미노글리코사이드라는 보장은 없다. 베타-락탐 계열 항생제인 반코마이신, 혹은 마크롤라이드계 항생제인 에리스로마이신, 그리고 에리스로마이신의 합성 유도체인 클래리스로마이신이나 아지트로마이신이 그 예시로, 이름에 '-마이신'이 들어가지만 전혀 다른 작용 기전으로 작동한다.
다음 구조식에서, 카나마이신 A부터 네틸마이신까지는 아미노글리코사이드 중에서도 4,6번에 각각 치환기를 가지는 디옥시스트렙타민 계열이다. 네오마이신은 4,5번에 치환기를 가지고, 스트렙토마이신은 디옥시스트렙타민 부분을 가지지 않는다.

카나마이신 A
아미카신
토브라마이신
디베카신
젠타마이신
시소마이신
네틸마이신
네오마이신 B, C
네오마이신 E (파로모마이신)
스트렙토마이신
플라조마이신

## 작용 기전

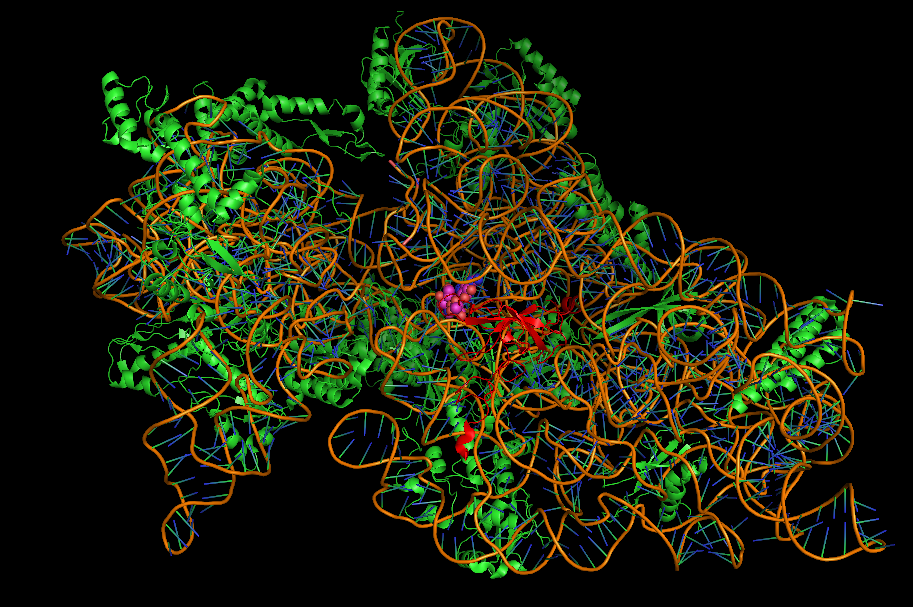
세균 리보솜과 복합체를 이룬 스트렙토마이신. 리보솜의 30S 소단위체가 약물과 결합한 것이 보라색으로 중간에 그려져 있다. (공간채움 모형) 알파 나선 같은 단백질 이차 구조는 밝은 초록색으로, RNA의 인산다이에스터 골격은 주황색으로, 염기쌍들은 진한 초록색과 파란색으로 표시되어 있다.

아미노글리코사이드의 대부분의 호기성과 통성 혐기성 그람 음성 간균에 용량 의존적 살균 활성을 보이지만, 혐기성 그람 음성균이나 대다수 그람 양성균에는 효과가 없다. 접촉 시간은 아주 짧아도 되며, 항생제 감수성을 가지고 있으면서도 빠르게 증식하는 세균에 가장 효과가 크다. 아미노글리코사이드의 이러한 살균 활성에는 단백질 합성 억제제 작용이 크게 기여하지만, 특정 약제에서 나타나는 또 다른 활성 기전들이나 명확한 작용 기전에 대한 설명은 아직 부족하다.

## 투여 경로
장에서 흡수되지 않으므로 정맥이나 근육 주사로 투여하고, 일부 아미노글리코사이드는 환부에 국소 제제로 투여한다. 간성 뇌증 환자 같은 경우에는 장의 오염 제거를 위해 경구 투여를 시도해볼 수는 있다. 토브라마이신은 분무제 형태도 존재한다.

## 부작용
아미노글리코사이드는 이독성이 있어 속귀(내이)에 손상을 입혀, 감각신경성 난청의 원인이 될 수 있다. 이독성 발생률은 사용한 항생제 종류, 환자의 감수성, 투여 기간에 따라 7~90%까지 다르게 나타난다.
또 다른 심각하면서도 피해야 할 부작용은 전정기관 이독성이다. 이는 시야 내의 물체가 떨리는 것처럼 보이는 진동시각, 그리고 중력을 극복하는 기능 전반에 문제가 생기는 균형 감각 이상으로 이어진다. 기능이상은 영구적이며 투여 용량에 관계없이 발생 가능하다.
아미노글리코사이드를 자주 사용할 시 급성 콩팥 손상을 일으켜, 만성 신부전까지 이어질 수 있다.

### 금기증
쇠약을 악화시킬 수 있으므로 중증근무력증 환자에서는 사용을 피한다.
미토콘드리아 질환 환자에서도 아미노글리코사이드 사용이 금기시된다. 이는 아미노글리코사이드 약물이 mtDNA(미토콘드리아 DNA) 번역에 손상을 입혀 비가역적인 청력 상실, 심장독성, 신독성을 일으킬 수 있기 때문이다.